# Steppe de la Faim (Kazakhstan)
Pour les articles homonymes, voir Steppe de la Faim.
La steppe de la Faim, Bet-Pak-Dala ou Betpak-Dala, est un désert du Kazakhstan situé à l'ouest du lac Balkhach, entre le fleuve Tchou et la rivière Saryssou. Sa superficie est d'environ 75 000 km2[réf. nécessaire]. 
En mai 2015, une mystérieuse épidémie décime les troupeaux de saïgas présents dans le désert, si bien qu'en novembre 2015 il ne reste plus que 12 % de la population initialement présente.

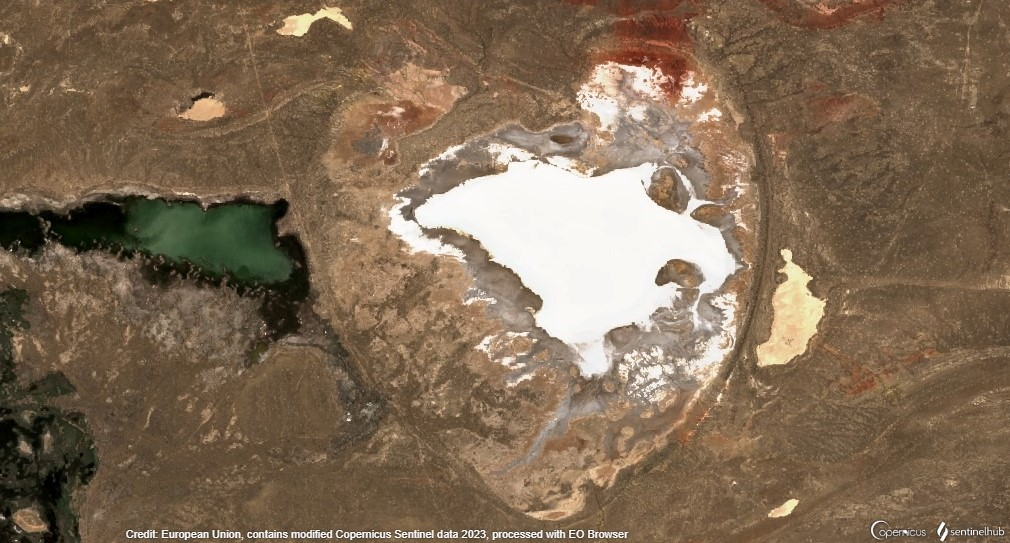
Image satellite du lac Buralkynyn Tuzy en janvier 2023.